# Mehmed Baždarević
Mehmed Baždarević (Višegrad, 28 september 1960) is een Bosnisch voetbaltrainer en voormalig betaald voetballer. Hij speelde meer dan vijftig interlands, eerst voor Joegoslavië en daarna voor Bosnië en Herzegovina. Hij won met het Joegoslavisch voetbalelftal (mannen) de bronzen medaille tijdens de Olympische Zomerspelen 1984.

## Interlandcarrière
Baždarević kwam in totaal 54 keer (vier doelpunten) uit voor Joegoslavië in de periode 1983–1992. Onder leiding van bondscoach Todor Veselinović maakte hij zijn debuut op 23 april 1983 in de vriendschappelijke uitwedstrijd tegen Frankrijk (4-0 nederlaag) in Parijs, net als Ljubomir Radanović, Dragan Mance (beiden Partizan Belgrado), Sulejman Halilović en Marko Mlinarić (beiden Dinamo Zagreb). Hij moest in dat duel na 45 minuten plaatsmaken voor Mlinarić. Voor Bosnië speelde hij twee interlands: tegen Griekenland (3-0 nederlaag) op 1 september 1996 en tegen Kroatië (4-1 nederlaag) op 8 oktober 1996. In beide duels trad Baždarević op als aanvoerder.
| Interlanddoelpunten | Interlanddoelpunten | Interlanddoelpunten | Interlanddoelpunten                          | Interlanddoelpunten | Interlanddoelpunten | Interlanddoelpunten | Interlanddoelpunten |
| №                   | Datum               | Locatie             | Wedstrijd                                    | Goal(s)             | Score               | Uitslag             | Wedstrijd           |
| ------------------- | ------------------- | ------------------- | -------------------------------------------- | ------------------- | ------------------- | ------------------- | ------------------- |
| namens Joegoslavië  |                     |                     |                                              |                     |                     |                     |                     |
| 1                   | 14/12/1983          | Cardiff             | Wales – Joegoslavië                          | 80'                 | 1 – 1               | 1 – 1               | EK-kwalificatie     |
| 2                   | 20/10/1984          | Leipzig             | Duitse Democratische Republiek – Joegoslavië | 30'                 | 1 – 1               | 2 – 3               | WK-kwalificatie     |
| 3                   | 14/09/1988          | Oviedo              | Spanje – Joegoslavië                         | 46'                 | 1 – 1               | 1 – 2               | Oefeninterland      |
| 4                   | 14/11/1990          | Kopenhagen          | Denemarken – Joegoslavië                     | 78'                 | 0 – 1               | 0 – 2               | EK-kwalificatie     |